# Ramanathapuram (district)
Ramanathapuram is een district van de Indiase staat Tamil Nadu. Het district telt 1.183.321 inwoners (2001) en heeft een oppervlakte van 4123 km².
Ramanathapuram werd gesticht in 1956, als een van de 13 districten van de toenmalige deelstaat Madras. In 1985 kromp Ramanathapuram aanzienlijk toen Sivaganga en Virudhunagar zich afsplitsten om aparte districten te vormen. 
Hoofdstad: Chennai
Districten: Ariyalur · Chengalpattu · Chennai · Coimbatore · Cuddalore · Dharmapuri · Dindigul · Erode · Kallakurichi · Kanchipuram · Kanyakumari · Karur · Krishnagiri · Madurai · Mayiladuthurai · Nagapattinam · Namakkal · Nilgiris · Perambalur · Pudukkottai · Ramanathapuram · Ranipet · Salem · Sivaganga · Tenkasi · Thanjavur · Theni · Thoothukudi · Tiruchirappalli · Tirunelveli · Tirupattur · Tirupur · Tiruvallur · Tiruvannamalai · Tiruvarur · Vellore · Viluppuram · Virudhunagar